# Ballymeanoch

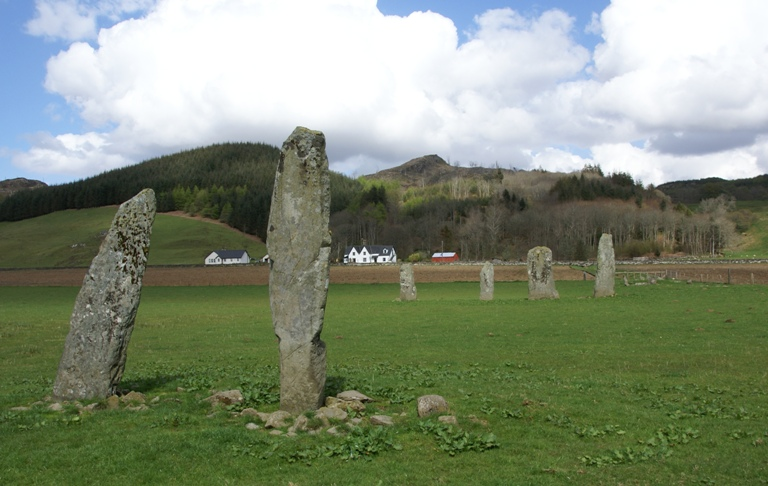
Ballymeanoch: twee rijen van Standing Stones

Ballymeanoch is een neolithisch landschap bestaande uit een henge, twee rijen staande stenen en een grafheuvel (uit de vroege bronstijd, gelegen 2,5 kilometer ten zuiden van Kilmartin in Kilmartin Glen in de Schotse regio Argyll and Bute.

## Beschrijving
De monumenten van Ballymeanoch moeten in gebruik zijn geweest in de periode van 4000 v.Chr. tot 1500 v.Chr. De henge en de Standing Stones zijn als eerste gebouwd. De verschillende cairns gevonden in Ballymeanoch zijn rond 2000 v.Chr. aangebracht. Dit gebied werd in 1864 onderzocht door Greenwell.
Ten noorden van dit gebied ligt de Dunchraigaig Cairn.

### Henge
Een henge is een ceremoniële omheining. Deze henge is begonnen als een cirkel met een diameter van 20 meter, omringd door een gracht en daarbuiten een opgeworpen aarden wal. Aan de noord- en zuidzijde bevond zich een ingang tot de cirkel. Deze twee toegangen zouden gemarkeerd kunnen zijn geweest met stenen.
Rond 2000 v.Chr. werden twee graven gedolven in de cirkel. De graven hadden een deksteen waarover hoogstwaarschijnlijk een kleine grafheuvel (cairn) was opgeworpen. De deksteen is nog te zien. In een van de grafkisten werd een beker uit de vroege bronstijd gevonden.

### Standing Stones
Ballymeanoch heeft twee parallelle rijen van Standing Stones. Er moeten meer rijen zijn geweest, maar het is onbekend hoe die hebben gelopen. Twee stenen, de middelste van de rij van vier, zijn gemarkeerd met putjes en ringen, de zogenaamde cup and ring marks. Eentje telt aan de oostzijde 70 simpele cup marks en een twaalftal cup and ring marks. De ander telt aan de westzijde 40 cup marks en twee cup and ring marks. Elke steen was in een kuil geplaatst die was opgevuld met kleine stenen. In een van deze kuilen zijn resten van gecremeerde botten gevonden. De stenen moeten hebben gestaan aan een processieweg die vanuit het zuidoosten kwam. Deze weg en de henge, 130 meter naar het zuidzuidwesten, waren hoogstwaarschijnlijk in dezelfde tijd in gebruik.
De rijen staan 41 meter uit elkaar. De rijen lopen grofweg van het noordwesten naar het zuidoosten. Er staan nog zes stenen. De hoogste twee stenen meten 3 en 2,7 meter. De andere vier stenen meten tussen 4,1 meter tot 2,75 meter hoog.

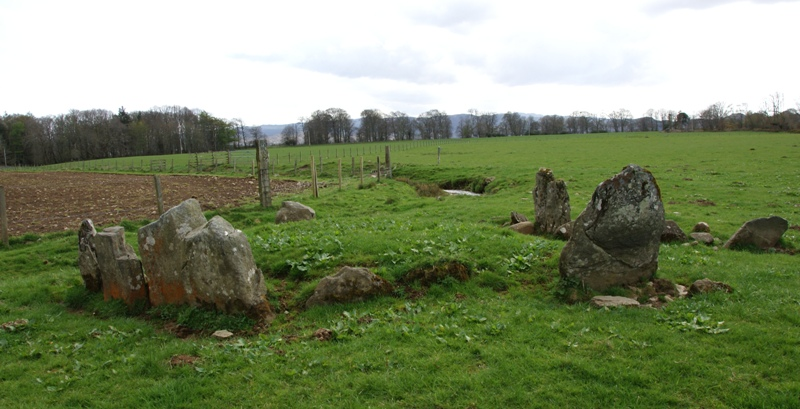
Ballymeanoch cairn (vroege bronstijd)

### Cairn
Ten oosten van de processieweg bevindt zich een kleine cairn (grafheuvel) omringd door staande stenen. De cairn bevat minstens één graf en is van dezelfde datum, 2000 v.Chr., als de graven die later in de henge zijn aangebracht.

## Beheer
Ballymeanoch is privé-eigendom, maar wel toegankelijk om te bezichtigen. Historic Scotland heeft informatieborden geplaatst.